# Lift Me Up (cançó de Rihanna)
|  | Per a altres significats, vegeu «Lift Me Up». |

Lift Me Up (lit. ‘Eleva'm’) és una cançó de la cantant barbadiana Rihanna. És el primer llançament de l'artista en solitari en més de sis anys. Va sortir a la llum el 28 d'octubre del 2022 com a senzill principal de la banda sonora de Black Panther: Wakanda Forever.

## Rerefons
El 2017, Rihanna va decidir de prendre's un descans prolongat de la carrera musical després del seu vuitè àlbum d'estudi, Anti, i d'algunes altres col·laboracions. Amb tot, el 26 d'octubre del 2022, va anunciar que Lift Me Up formaria part de la banda sonora del film Black Panther: Wakanda Forever. Es tracta, doncs, del seu primer senzill com a artista individual d'ençà del 2016. Va ser escrit per Rihanna acompanyada de Ludwig Göransson i Ryan Coogler, el compositor i el director del llargmetratge, respectivament; també hi va ajudar l'artista nigeriana Tems, com a homenatge al difunt Chadwick Boseman, l'intèrpret primordial del protagonista de Black Panther, el rei T'Challa, també anomenat Pantera Negra.